# Balloon Penta
Balloon Penta (ふうせんペン太 Fūsen Penta?) es un videojuego para arcade de tipo medal game publicado por Konami en junio de 1996.

## Personajes
- Penta
- Pulpo